# جاستین نتینگ
جاستین نتینگ (انگلیسی: Justin Gentle؛ زادهٔ ۶ ژوئن ۱۹۷۴) بازیکن فوتبال اهل بریتانیا است.
از باشگاه‌هایی که در آن بازی کرده‌است می‌توان به باشگاه فوتبال بورم‌وود، باشگاه فوتبال کولچستر یونایتد، باشگاه فوتبال لوتون تاون، باشگاه فوتبال هارلو تاون، باشگاه فوتبال داگنم و ردبریج، باشگاه فوتبال چشام یونایتد، باشگاه فوتبال بیلریکای، باشگاه فوتبال انفیلد ۱۸۹۳، و باشگاه فوتبال سنت آلبنز سیتی اشاره کرد.